# Вакуумный выключатель

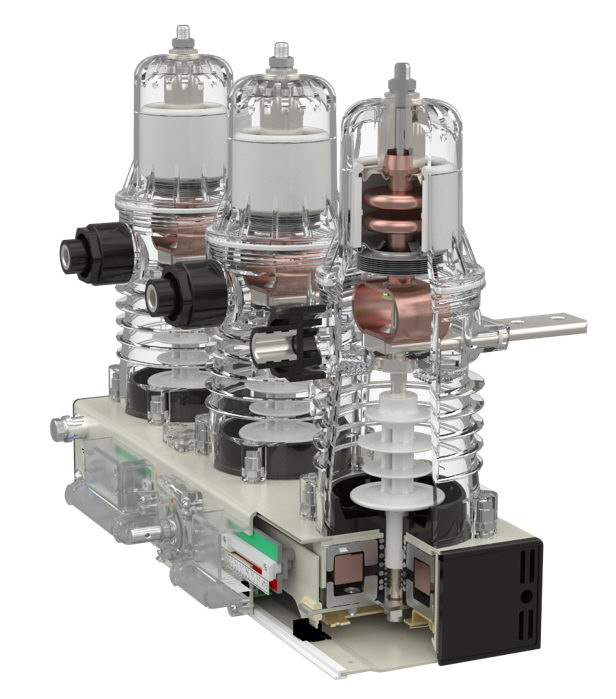
Вакуумный выключатель в разрезе. Виден привод, тяговый изолятор к гибкому токосъемнику, подвижный контакт, вакуумная камера, неподвижный контакт, корпус полюса из прозрачного пластика.

Вакуумный выключатель — высоковольтный выключатель, в котором вакуум служит средой для гашения электрической дуги. Вакуумный выключатель предназначен для коммутаций (операций включения-отключения) электрического тока — номинального и токов короткого замыкания (КЗ) в электроустановках.

## История создания
Первые разработки вакуумных выключателей были начаты в 30-е годы XX века, действующие модели могли отключать небольшие токи при напряжениях до 40 кВ. Достаточно мощные вакуумные выключатели в те годы так и не были созданы из-за несовершенства технологии изготовления вакуумной аппаратуры и, прежде всего, из-за возникших в то время технических трудностей по поддержанию глубокого вакуума в герметизированной камере.
Для создания надежно работающих вакуумных дугогасительных камер, способных отключать большие токи при высоком напряжении электрической сети, потребовалось выполнить обширную программу исследовательских работ. В ходе проведения этих работ примерно к 1957 г. были выявлены и научно объяснены основные физические процессы, происходящие при горении дуги в вакууме.
Переход от единичных опытных образцов вакуумных выключателей к их серийному промышленному производству занял ещё два десятилетия, поскольку потребовал проведения дополнительных интенсивных исследований и разработок, направленных, в частности, на отыскание эффективного способа предотвращения опасных коммутационных перенапряжений, возникавших из-за преждевременного обрыва тока до его естественного перехода через нуль, на решение сложных проблем, связанных с распределением напряжения и загрязнением внутренних поверхностей изоляционных деталей осаждавшимися на них парами металла, проблем экранирования и создания новых высоконадежных сильфонов и др.
В настоящее время в мире налажен промышленный выпуск высоконадежных быстродействующих вакуумных выключателей, способных отключать большие токи в электрических сетях среднего (6, 10, 35 кВ) и высокого напряжения (до 220 кВ включительно).

## Принцип действия
Поскольку разрежённый газ (10−6 …10−8 Н/см²) обладает электрической прочностью, в десятки раз превышающей прочность газа при атмосферном давлении, то это свойство широко используется в высоковольтных выключателях: в них при размыкании контактов в вакууме сразу же после первого прохождения тока в дуге через ноль изоляция восстанавливается, и дуга вновь не загорается.
В момент размыкания контактов в вакуумном промежутке коммутируемый ток инициирует возникновение электрического разряда — вакуумной дуги, существование которой поддерживается за счет металла, испаряющегося с поверхности контактов в вакуумный промежуток. Плазма, образованная ионизированными парами металла, проводит электрический ток, поэтому ток протекает между контактами до момента его перехода через ноль. В момент перехода тока через ноль дуга гаснет, а оставшиеся пары металла мгновенно (за 7—10 микросекунд) конденсируются на поверхности контактов и на других деталях дугогасящей камеры, восстанавливая электрическую прочность вакуумного промежутка. В то же время на разведённых контактах восстанавливается приложенное к ним напряжение (см. иллюстрацию процесса отключения).

## Разновидности вакуумных выключателей
- вакуумные выключатели до 35 кВ;
- вакуумные выключатели выше 35 кВ;
- вакуумные выключатели нагрузки — современная замена автогазовым выключателям нагрузки;
- Вакуумные контакторы до и свыше 1000 В.

## Достоинства и недостатки
Достоинства
- простота конструкции;
- простота ремонта — при выходе из строя камеры она заменяется как единый блок;
- возможность работы выключателя в любом положении в пространстве;
- надежность;
- высокая коммутационная износостойкость;
- малые размеры;
- пожаро- и взрывобезопасность;
- отсутствие шума при операциях;
- отсутствие загрязнения окружающей среды;
- удобство эксплуатации;
- малые эксплуатационные расходы.

Недостатки
- сравнительно небольшие номинальные токи и токи отключения;
- возможность коммутационных перенапряжений, обусловленных срезом тока[1], при отключении малых индуктивных токов — современная разработка вакуумного выключателя с возможностью синхронной коммутации решает эту проблему;
- небольшой ресурс дугогасительного устройства по отключению токов короткого замыкания;
- относительная высокая стоимость в виду сложности технологии изготовления.